# Abū Hāshīm al-Jubbā'ī
Pour les articles homonymes, voir Al-Jubbâ'i.
Abû Hâshim 'Abd al-Salâm ibn Abî 'Alî Muhammad al-Jubbâ'î ibn 'Abd al-Wahhâb (né en 888 (280) à Bassorah, mort en 933 à Bagdad) était un théologien mu'tazile du Xe siècle, particulièrement connu pour être le fondateur de l'école de théologie Bahshamite. Il est par ailleurs le fils d'Abu 'Ali al-Jubbâ'i.

## Biographie
Abû Hâshim 'Abd al-Salâm ibn Abî 'Alî Muhammad al-Jubbâ'î ibn 'Abd al-Wahhâb, est né, d'après ce qu'il dit lui-même, en 277 de l'Hégire (soit vers 890), à Bassorah. À la mort de son père en 915, il devint le chef de file de l'école mutazilite de Basra. Il arrive à Bagdad en 314 de l'Hégire (vers 926) afin de fuir la pauvreté de Bassorah. Pauvreté marquée par la ruine de son père, causée par ses propres études théologiques, qui ne possédait plus, à la naissance d'Abû Hashîm, que quelques terres aux alentours de Bassorah. Il resta ensuite à Bagdad jusqu'à la fin de sa vie,.
Il eut deux garçons et une fille. Sa fille, nommée Fatema, et un de ses garçons, nommé 'Ali, furent aussi des théologiens.
Très peu de choses sont connues sur la vie d'Abû Hashîm. Les théologiens Abd al-Gabhar, Ibn al-Murtada et al-Hakim al-Gusami nous ont cependant transmis quelques détails sur celle-ci.

### Enfance
Déjà très jeune, Abû Hashim témoigna d'une passion ardente pour la théologie, :
"Il fut assidu aux leçons de théologie ; aima beaucoup poser des questions religieuses : Il poussa cette sollicitation jusqu’à remplir d'ennui son père, qui s'en plaignait toujours. Durant la journée il ne cessa d'importuner son père par ses questions théologiques. Le soir, il devance son père dans sa chambre de peur qu’il ne lui ferme la porte. Le père s'étend sur son lit et le fils l'attaque de questions jusqu'à ce que le père s'ennuie et puis s'endorme. Quelquefois le père, pour couper court aux manœuvres du fils, revint tôt à la maison et ferma la porte de sa chambre pour que le fils importun ne vienne le déranger !"

### Formation
Son père fut probablement le seul vrai maître en théologie d'Abû Hashîm, lui donnant à la fois une formation à la rhétorique, par son exemple de dialecticien, investi dans les polémiques qu'il menait contre ceux qui le défiaient dans les questions sur le mu'tazilisme, et théologique, par les cours privés qu'il donnait à ses meilleurs élèves. Cependant, il semble que même pendant sa formation, Abu Hashim avait développé des points de vue différents de ceux de son père.

Abû Hashîm entreprit aussi d'étudier la grammaire, mais beaucoup plus tard dans sa vie. Matière qu'il étudia avec al-Mubarrad, l'un des plus éminents grammairiens de son époque, malgré le fait de sa sottise, :
"Al-Mubbarrad fut un peu sot. On demanda a Abû Hashîm : comment supportez-vous sa sottise ? Et Abû Hashîm de répondre: "j'estime que supporter sa sottise vaut mieux que d'ignorer la langue arabe" - ou quelque chose dans ce sens."
Il étudia aussi la grammaire avec Abu Bakr al-Hayyat sur les livres de Sibawayh, un autre éminent grammairien de son époque.

### Maturité
Abu Hashim enseigna à ʿAskar Mukram ("le camp de Mukram"), et fut le vrai systématiseur de l'école mu'tazile de Basra. Entre 926 et 930 il enseigne parfois à Bagdad.

#### Ses disciples
Abû Hâshim eut beaucoup de disciples, dont quelques-uns sont mentionnés par Ibn al-Murtadâ :
- Abû 'Alî ibn Khallâd[4].
- Abû 'Abdullâh al-Husain ibn 'Alî al-Basrî[4], le plus fameux de ses disciples, qui fut d'abord disciple d'Abu 'Alî ibn Khallâd, et ensuite d'Abû Hâshim lui-même. Al-Murtada indique : "Par son assiduité et sa persévérance, il atteignit ce que les autres disciples d'Abu Hâshim n'ont pas atteint"[5],[HPI 3].
- Abû Ishâq al-'Ayyâsh.
- Abû al-Qâsim al-Sîrâfî.
- Abû 'Umrân al-Sîrâfî, qui fut d'abord le disciple d'Abû Hâshim, pour être ensuite celui d'Abû Bakr al-Ikhshîd.
- Abû al-Husain al-Azraq, qui fût l'élève d'Abu Hashim dans le Kâlam.
- Abû al-Husayn al-Tawâ'ifî al-Baghdâdî.
- Sa propre sœur, qui était excellente prosélyte.
- Ahmad ibn Abî Hâshim, aussi nommé Ali[OM 2], un des fils d'Abû Hâshim.
- Sa fille Fetima, reconnue et douée en théologie[OM 2].
- Abu al-Hasan ibn al-Nujaih, de Baghdâd. Il fut d'abord disciple d'Abû Ishâq ibn 'Ayyâsh, puis d'Abû Hâshim à Baghdâd.
- Abû Bakr al-Bukhâri, qui fût disciple d'Abû Hâshim en théologie.
- Abû Muhammad al-'Abdakî.

### Mort
Abû Hâshim mourut en 933 à Bagdad. Il fut enterré dans le cimetière d'al-Bustân, dans la partie de la ville à l'est. Il serait mort à l'âge de quarante-six ans, huit mois et 21 jours,,,,. Toutefois nous ne connaissons pas les causes et les circonstances de sa mort.

## Pensée
Comme la plupart des mutazilites, Al-Jubba'i conçoit l'univers comme composé d'atomes.
Il admet, conformément au dogme, que la connaissance de Dieu embrasse les particuliers : Allah connaît jusqu'au moindre atome. Mais il précise que cette connaissance de chaque détail précède la Création. Cette thèse fera l'objet de polémiques puisque Jahm Ibn Safwân explique la possibilité pour Dieu de connaître les particuliers en supposant que la science de Dieu évolue pour suivre les changements des choses contingentes.
À la suite de son père, il s'intéresse au dogme du caractère inimitable du Coran (i'jâz), fondé sur ce verset : «même si les hommes et les djinns s’unissaient pour produire quelque chose de semblable à ce Coran, ils ne sauraient produire rien de semblable, même s’ils se soutenaient les uns les autres » (XVII, 88). Il rejette la théorie du sarfa (détournement) élaborée par an-Nazzam. Selon ce dernier, le miracle ne tient pas aux qualités propres du Coran, mais au fait que personne ne l'ait imité, ce qui prouve selon lui que Dieu est intervenu pour détourner les hommes d'entreprendre une telle tâche. Pour Al-Jubba'i, le Coran est bel et bien une œuvre inimitable. Sa supériorité ne tient pas à son seul contenu, à savoir qu'il révèle des informations que le Prophète ne pouvait pas connaître sans une aide divine, mais aussi à ses qualités littéraires.
Mais Abū Hāshim est connu surtout pour être celui qui introduisit la théorie des modes dans le kalām.

### Théorie des modes

#### Contexte
Le mu'tazilisme s'est heurté à des apories ou des contradictions métaphysiques, particulièrement en relation avec la problématique des attributs divins ; ces problèmes peuvent se résumer à la question de l'existence et de l'identité ou de la relation qu'ils ont avec l'essence divine. La simple affirmation de la réalité des attributs, comme chez al-Ashari, ne conduit-elle pas à introduire de la multiplicité en Dieu qui, selon le dogme, est un et indivisible ? La solution des jahmites (ou ğahmistes) est radicale : nier toute réalité des attributs. Les mutazilites préfèrent se contenter de nier qu'ils aient une réalité distincte de l'essence de Dieu. L'apport d'Abû Hashim est la théorie du ḥāl ou théorie des modes (au pluriel aḥwāl). Les deux grandes tendances théologiques que sont le sifatisme (ṣifāt, صفات en arabe : attribut) et le ğahmisme sont aussi critiquées par la théorie des modes, qui les renvoie dos à dos en ce qu'elle affirme d'une part - pour la critique du sifatisme - que l'origine des attributs divins n'est pas dans le Coran, mais dans le raisonnement lui-même, et d'autre part - contre le gahmisme - que les attributs divins se disent aussi bien de l'adventice que de l’Éternel. 

#### Doctrine
Ainsi, tout en s'inscrivant dans la métaphysique mu'tazile, Abu Hâshim la rénove en y introduisant le concept de "mode". Ceux-ci sont des déterminations intrinsèques d'une essence, et se disent dans une seule et même manière des adventices, des créatures, et de l’Éternel.
Badawi explique la théorie des modes en ces termes : les acharites affirment la réalité des attributs, distincts de l'essence divine, au risque d'introduire de la multiplicité dans l'essence divine ; les mutazilites, dont al-Jubba'i père, identifient les attributs avec l'essence, au risque de nier leur réalité. « Alors vint Abû Hâshim et il estima qu'il y a entre l'être et le non-être, entre la distinction et l'identité des attributs, un état intermédiaire, et c'est ce qu'il appelle : le MODE (hâl). » Ce qu'on appelle les attributs divins sont des modes : ils ne sont pas des réalités distinctes, ils n'existent pas par eux-mêmes, mais seulement en relation avec l'essence divine ; cependant, ils possèdent une certaine réalité. L'acharite Al-Juwayni, qui reprendra la théorie du ḥâl, le définit comme une sorte d'attribut, « qui n'est qualifié lui-même ni par l'existence ni par la non-existence », donc quelque chose d'intermédiaire, ni confondu avec l'essence ni séparé d'elle. 
Il est vrai que le terme ṣifā, employé par les théologiens, ne figure pas dans le Coran, qui emploie plutôt le mot ism (« nom »). Quant à la notion de ḥal, elle trouve son origine dans la grammaire arabe. Le ḥal exprime la manière d'être du sujet, sans pour autant être un attribut. Il s'agit d'un prédicat, différent d'un attribut, qui indique à propos du sujet une circonstance ou une manière d'être. Il ne s'agit pas d'une qualité inhérente au sujet. Arnaldez emprunte au grammairien Sibawayh l'exemple de l'expression « bouteille de vinaigre ». En langue arabe, de vinaigre n'est pas l'attribut, car il indiquerait la matière dont est faite la bouteille ; c'est un ḥal, qui indique le rapport du vinaigre à la bouteille, sans pour autant attribuer le premier à la seconde comme s'il en était une qualité constitutive.
Cet apport théologique va permettre au mu'tazilisme, selon Ahmed Alami, de concevoir une ontologie de l'immanence et de l'univocité, qui s'oppose alors aux théologies musulmanes traditionnelles de la transcendance.

#### Postérité de la théorie
La théorie des modes sera perçue comme féconde même par les adversaires asharites du mutazilisme, puisqu'ils la reprendront à leur compte à la suite d'al-Baqillani. Al-Juwayni reprend la théorie dans al-Shamil et Al-Irshad, mais l'abandonne par la suite. Elle est encore discutée au XIIe siècle par al-Shahrastani, dans Nihâyat al-aqdâm fî `ilm al-kalâm et exploitée par Fakhr ad-Din ar-Razi, pour expliquer la possibilité de la vision de Dieu dans l'Au-delà. 
Telle qu'elle est exposée par Shahrastani, la discussion entre partisans et adversaires de la théorie du ḥāl apparaît comme le pendant musulman de la querelle des universaux dans la théologie chrétienne. De même que Saint Anselme dénonçait le nominalisme de Roscelin qui conduisait selon lui à concevoir les trois personnes de la Trinité comme distinctes, de même les adversaires mutazilites d'Abu Hashim redoutent que les modes n'introduisent de la pluralité dans l'unité divine. La plupart des mutazilites, en considérant les attributs divins comme identiques à l'essence de Dieu, les tiennent pour de simples mots, et adoptent un point de vue nominaliste ; tandis qu'Abu Hashim leur accorde un certain degré d'existence, si bien que l'on peut qualifier son opinion de réaliste. 

## Œuvres
Selon Ibn al-Nadîm, Abu Hashim aurait écrit (la plupart de ses textes sont perdus) :
- Al-Jâmi' al-kabîr
- Al-Abwâb al-kabîr
- Al-Abwâb al-saghîr
- Al-Insân
- Al-'Iwad
- Al-masâ'il al-'askaryyât
- Al-Naqd 'âla Aristâtâlîs fi "al kawn wa al-fasâd"
- Al-ijtihâd
- Istihqâq al-dhamm
- Al-Baghdâdyyât. Livre qu'il aurait écrit pour réfuter les opinions des mu'taziles bagdadiens.

## Postérité
Abû Hâshim a eu une immense postérité dans la théologie islamique. Abû al-Hasan al-Karkhî, un juriste mu'tazile du Xe siècle, disait d'Abû Hâshim "que personne ne lui fut égal en théologie",. Abd al-Qâhir al-Baghdâdî, un théologien et juriste du XIe siècle, disait aussi que la plupart des mu'tazilites de son temps suivaient sa doctrine.
Toutefois Abû Hâshim est surtout connu pour sa théorie des modes. Bâqillâni, al-Shahrastâni, al-Ash'ari, Fakhr al-dîn al-Râzî, et al-Tûsî parlent par ailleurs de cette doctrine, l'exposent ou la critiquent. En effet, il semble que la théorie des modes est restée populaire et étudiée dans les milieux théologiques pendant au moins trois siècles. Le vizir des Bouyides al-Sahib Ibn Abbad aurait d'ailleurs fait la propagande du mu'tazilisme par la théologie des modes d'Abû Hâshim.
La conception du langage d'Abû Hashîm va par ailleurs être développée et défendue par les linguistes mu'taziles Abu 'Ali al-Farisi (en) et Ibn al-Jinni (de).